# راجات توكاس
راجات توكاس (بالهندية: Rajat Tokas) هو ممثل هندي بدأ مسيرته الفنية عام 2006. ابوه شجعه على العمل بالتمثيل. وهو في عمر15 اخذه إلى مومباي ابوة ترك عمله من اجل مستقبل راجات وبدا العمل في الافلام والتليفزيون في ادوار صغيرة.
التعليم المؤهل: المدرسة العليا RK بورام، دلهي
الحالة الاجتماعيه: متزوج شارشاتى نيار وتمت الخطبة في 9 أبريل 2014 بعد شهور قليله من الواعدة عمرها (28-29)سنه والزواج كان 30 يناير2015 الجوائز: اخد 28 جائزة منهم 5 جوائز عن دور أكبر فقط
الديانة=هندوسي

## أعماله
- دور: اشو في مسلسل بنغو
- دور: بريثفيراج تشوهان في مسلسل بريثفيراج تشوهان
- دور: فير في مسلسل درام فير
- دور: كيشاف بانديت (وهو صغير) في مسلسل كيشاف بانديت

وكانت سلسله تليفزيونيه
- دور: روبندوجانجولى في مسلسل تيرى ييه
- دور: أكبر في مسلسل جودا أكبر.

## روابط خارجية
- راجات توكاس على موقع IMDb (الإنجليزية)
- راجات توكاس على موقع قاعدة بيانات الفيلم (الإنجليزية)